# Терешкович, Павел Всеволодович
Павел Все́володович Терешко́вич (р. 1958) — советский и белорусский этнолог, историк и культурный антрополог. Кандидат исторических наук, доцент.

## Биография
В 1980 году окончил исторический факультет Белорусского государственного университета. В 1986 году — аспирантуру Института искусствоведения, этнографии и фольклора Академии наук БССР.
Стажировался в Питсбургском (1996) и Оксфордском университетах (1999). В 1995 году читал курсы лекций в Хельсинкском университете, в период с 1999 по 2004 год — в Люблинском университете им. Марии Склодовской-Кюри.
Основатель кафедры этнологии, музеологии и истории искусств БГУ. Возглавлял кафедру со времени её создания 30 июня 2001 года до марта 2008 года.
С 2008 года по январь 2014 года преподавал в Европейском гуманитарном университете, являлся (со 2 мая 2009 года) председателем сената ЕГУ созыва 2009—2012 годов.